# Matthew Lombardi
 (janvier 2021).
Matthew Lombardi (né le 18 mars 1982 à Montréal, dans la province de Québec au Canada) est un joueur professionnel retraité de hockey sur glace.

## Carrière
Lombardi évolua au niveau junior pour les Tigres de Victoriaville de la Ligue de hockey junior majeur du Québec durant quatre saisons. Il aida notamment les Tigres à atteindre la finale de la Coupe Memorial lors de sa dernière saison avec ceux-ci.
Il fut d'abord sélectionné au septième tour lors du repêchage de 2000 par les Oilers d'Edmonton mais n'ayant reçu aucune offre d'eux, Lombardi fut admissible à nouveau au repêchage lors du repêchage 2002. Les Flames de Calgary firent alors de lui leur choix de troisième tour.
Dès la saison suivante, il passe au niveau professionnel en rejoignant le club affilié aux Flames dans la Ligue américaine de hockey, les Flames de Saint-Jean. Au terme de cette saison où Saint-John se voit être exclu des séries éliminatoires, Lombardi est appelé par le « grand-club » et obtient un poste permanent avec eux pour la saison 2003-2004, saison qui voit d'ailleurs les Flames s'incliner en finale de la Coupe Stanley face au Lightning de Tampa Bay.
Un lock-out sévissant dans la LNH en 2004-2005 voit une grande partie des joueurs de cette ligue s'aligner avec des équipes de diverse ligues. D'autre joueurs, tel Lombardi, préfèrent alors s'en tenir à l'inactivité. Voyant la nouvelle saison s'amener à grands pas et voulant être prêt pour celle-ci, Lombardi accepta de rejoindre les Lock Monsters de Lowell de la LAH et prend alors part à leurs neuf dernières rencontres de la saison régulière.
De retour à la LNH en 2005-2006, étant incommodé par une blessure, il ne prend part qu'à 55 rencontres avec le club, mais réussit tout de même à amasser un total de 26 points.
La saison suivante, Lombardi est appelé à représenter le Canada lors du Championnat du monde de hockey sur glace 2007 où il fait très bonne figure en récoltant un total de 12 points en neuf parties, ce qui le classe le meilleur marqueur du club. Il obtient également deux mentions d'assistances dans la victoire de son pays alors que ces derniers prennent part à la finale pour l'obtention de la médaille d'or face à la Finlande.
Le 4 mars 2009, Lombardi est échangé en compagnie de Brandon Prust aux Coyotes de Phoenix en retour de Olli Jokinen. Il reste avec eux pour une saison de plus avant de signer en tant qu'agent libre à l'été 2010 avec les Predators de Nashville.
Le 8 février 2010, il inscrit 5 points (2 buts et 3 aides) lors de la victoire 6-1 sur les Oilers d'Edmonton.
Le 2 juillet 2010, il signe en tant qu'agent libre un contrat de 3 ans avec les Predators de Nashville. Il ne joue que deux matchs lors de la première année de son contrat, à cause d'une commotion cérébrale subie durant la pré-saison.
Le 3 juillet 2011, Lombardi est échangé en compagnie de Cody Franson aux Maple Leafs de Toronto contre Brett Lebda et Robert Slaney (en).
Le 6 octobre 2011, il joue son premier match avec les Maple Leafs de Toronto, inscrivant le point de la victoire contre les Canadiens de Montréal.
Avant le lockout de la Saison 2012-2013 de la LNH, il est échangé aux Coyotes de Phoenix pour un repêchage conditionnel le 16 janvier 2013. À nouveau absent pour cause de blessure, et n'arrivant pas à atteindre son niveau précédent avec les Coyotes, Lombardi est à nouveau échangé aux Ducks d’Anaheim contre Brandon McMillan le 3 avril 2013.
Le 29 août 2013, il signe un contrat d'une année avec le Genève-Servette Hockey Club en LNA. À la suite de cette saison, il retourne en LNH, signant le 15 juillet 2014 un contrat de deux saisons avec les Rangers de New York. Cependant, il ne réussit à convaincre les dirigeants des Rangers, qui décident de l'envoyer au ballotage le 5 octobre 2014. Non réclamé par une équipe de la Ligue, il devait rejoindre le club-école des Rangers, le Wolf Pack de Hartford. Mais devant le refus de Lombardi de jouer en Ligue Américaine, il est placé en ballottage inconditionnel et son contrat avec le club de la LNH est résilié.
Il signe le 13 octobre 2014 son retour avec le club suisse du Genève-Servette Hockey Club.
Après trois saisons en Suisse, Lombardi annonce son retrait de la compétition le 17 décembre 2016.

## Statistiques

### En club
| Saison     | Équipe                     | Ligue          |     | Saison régulière | Saison régulière | Saison régulière | Saison régulière | Saison régulière |    | Séries éliminatoires | Séries éliminatoires | Séries éliminatoires | Séries éliminatoires | Séries éliminatoires |
| Saison     | Équipe                     | Ligue          | PJ  | B                | A                | Pts              | Pun              | PJ               | B  | A                    | Pts                  | Pun                  |                      |                      |
| 1997-1998  | L'Intrépide de Gatineau    | MAAA           | 42  | 10               | 13               | 23               | -                | 13               | 4  | 7                    | 11                   | -                    |                      |                      |
| 1998-1999  | Tigres de Victoriaville    | LHJMQ          | 47  | 6                | 10               | 16               | 8                | 5                | 0  | 0                    | 0                    | 0                    |                      |                      |
| 1999-2000  | Tigres de Victoriaville    | LHJMQ          | 65  | 18               | 26               | 44               | 28               | 6                | 0  | 0                    | 0                    | 6                    |                      |                      |
| 2000-2001  | Tigres de Victoriaville    | LHJMQ          | 72  | 28               | 39               | 67               | 66               | 13               | 12 | 6                    | 18                   | 10                   |                      |                      |
| 2001-2002  | Tigres de Victoriaville    | LHJMQ          | 66  | 57               | 73               | 130              | 70               | 22               | 17 | 18                   | 35                   | 18                   |                      |                      |
| 2002       | Tigres de Victoriaville    | Coupe Memorial | -   | -                | -                | -                | -                | 6                | 2  | 7                    | 9                    | 4                    |                      |                      |
| 2002-2003  | Flames de Saint-Jean       | LAH            | 76  | 25               | 21               | 46               | 41               | -                | -  | -                    | -                    | -                    |                      |                      |
| 2003-2004  | Flames de Calgary          | LNH            | 79  | 16               | 13               | 29               | 32               | 13               | 1  | 5                    | 6                    | 4                    |                      |                      |
| 2004-2005  | Lock Monsters de Lowell    | LAH            | 9   | 3                | 1                | 4                | 9                | 11               | 0  | 3                    | 3                    | 16                   |                      |                      |
| 2005-2006  | Flames de Calgary          | LNH            | 55  | 6                | 20               | 26               | 48               | 7                | 0  | 2                    | 2                    | 2                    |                      |                      |
| 2005-2006  | Ak-Sar-Ben Knights d'Omaha | LAH            | 1   | 1                | 1                | 2                | 0                | -                | -  | -                    | -                    | -                    |                      |                      |
| 2006-2007  | Flames de Calgary          | LNH            | 81  | 20               | 26               | 46               | 48               | 6                | 1  | 1                    | 2                    | 0                    |                      |                      |
| 2007-2008  | Flames de Calgary          | LNH            | 82  | 14               | 22               | 36               | 67               | 7                | 0  | 0                    | 0                    | 4                    |                      |                      |
| 2008-2009  | Flames de Calgary          | LNH            | 50  | 9                | 21               | 30               | 30               | -                | -  | -                    | -                    | -                    |                      |                      |
| 2008-2009  | Coyotes de Phoenix         | LNH            | 19  | 5                | 11               | 16               | 14               | -                | -  | -                    | -                    | -                    |                      |                      |
| 2009-2010  | Coyotes de Phoenix         | LNH            | 78  | 19               | 34               | 53               | 36               | 7                | 1  | 5                    | 6                    | 2                    |                      |                      |
| 2010-2011  | Predators de Nashville     | LNH            | 2   | 0                | 0                | 0                | 0                | -                | -  | -                    | -                    | -                    |                      |                      |
| 2011-2012  | Maple Leafs de Toronto     | LNH            | 62  | 8                | 10               | 18               | 10               | -                | -  | -                    | -                    | -                    |                      |                      |
| 2012-2013  | Coyotes de Phoenix         | LNH            | 21  | 4                | 4                | 8                | 4                | -                | -  | -                    | -                    | -                    |                      |                      |
| 2012-2013  | Ducks d'Anaheim            | LNH            | 7   | 0                | 0                | 0                | 4                | -                | -  | -                    | -                    | -                    |                      |                      |
| 2013-2014  | Genève-Servette HC         | LNA            | 46  | 20               | 30               | 50               | 54               | 12               | 3  | 6                    | 9                    | 12                   |                      |                      |
| 2014-2015  | Genève-Servette HC         | LNA            | 19  | 6                | 11               | 17               | 8                | 1                | 0  | 1                    | 1                    | 0                    |                      |                      |
| 2015-2016  | Genève-Servette HC         | LNA            | 34  | 6                | 11               | 17               | 14               | 11               | 1  | 1                    | 2                    | 2                    |                      |                      |
| Totaux LNH | Totaux LNH                 | Totaux LNH     | 536 | 101              | 161              | 262              | 293              | 40               | 3  | 13                   | 16                   | 12                   |                      |                      |

### En équipe nationale
| Année | Évènement            |   | PJ | B | A  | Pts | Pun | +/-               |  | Résultat |
| 2007  | Championnat du monde | 9 | 6  | 6 | 12 | 0   | 4   | Médaille d'or     |  |          |
| 2009  | Championnat du monde | 9 | 2  | 2 | 4  | +4  | 6   | Médaille d'argent |  |          |

## Honneurs et trophées
- Ligue canadienne de hockey :
  - Membre de l'équipe d'étoiles du tournoi de la Coupe Memorial en 2002,
  - Vainqueur du trophée Ed Chynoweth remis au meilleur marqueur lors du tournoi de la coupe Memorial en 2002 ;
- Championnat du monde de hockey sur glace :
  - Vainqueur de la médaille d'or avec l'équipe du Canada lors du championnat de 2007.
- Coupe Spengler :
  - Vainqueur de la Coupe Spengler en 2013 avec le Genève-Servette HC à Davos.
  - Vainqueur de la Coupe Spengler en 2014 avec le Genève-Servette HC à Davos

### Transactions en carrière
- 2000 : repêché par les Oilers d'Edmonton (7e choix de l'équipe, 215e au total) ;
- 2002 : repêché par les Flames de Calgary (3e choix de l'équipe, 90e au total) ;
- 4 mars 2009 : échangé en compagnie de Brandon Prust aux Coyotes de Phoenix en retour d'Olli Jokinen ;
- 2 juillet 2010 : signe comme agent libre avec les Predators de Nashville ;
- 3 juillet 2011 : échangé en compagnie de Cody Franson aux Maple Leafs de Toronto en retour de Brett Lebda et de Robert Slaney ;
- 15 juillet 2014 : signe comme agent libre avec les Rangers de New York ;
- 13 octobre 2014 : signe comme agent libre avec les Genève-Servette HC ;
- 17 décembre 2016 : annonce son retrait de la compétition.